# Marion Moseby
Marion Moseby è uno dei personaggi principali delle serie televisive Disney Zack e Cody al Grand Hotel, di Zack e Cody sul ponte di comando e del film Zack & Cody - Il film, è interpretato da Phill Lewis.

## Biografia
Marion Moseby è il direttore dell'hotel Tipton di Boston in Zack e Cody al Grand Hotel, e direttore della nave da crociera SS Tipton in Zack e Cody sul ponte di comando. Ha cominciato a lavorare come fattorino nel 1987, e successivamente è stato promosso come direttore dell'albergo. Nella terza stagione di Zack e Cody al Grand Hotel ha 39 anni. Ciò si deduce da informazioni ottenute da due episodi. Infatti nell'episodio Doppio Appuntamento afferma che gli mancano 26 anni per la pensione, e in Free Tippy si viene a sapere che i dipendenti del Tipton vanno in pensione a 65 anni.
Ha uno strano senso dell'umorismo, e si rende in alcuni casi ridicolo di fronte alle altre persone, con battute prive di spirito a cui nessuno ride ad eccezione di lui stesso. A volte si mette anche in situazioni imbarazzanti involontariamente; ad esempio nell'episodio L’amicizia non si compra sbatte un bambolotto contro una poltrona, nel tentativo di spegnere il meccanismo che lo stava facendo “piangere”. Una donna con un neonato in braccio assiste alla scena e, credendo che Moseby stesse maltrattando un bambino vero, fugge via spaventata.
Moseby è l'unica vera figura paterna di London, data la continua lontananza del signor Tipton da sua figlia. È sempre presente per lei, aiutandola in tutti i suoi problemi. Cerca sempre di dimostrare al signor Tipton di svolgere bene il suo lavoro, gli ha pure fatto da testimone al nono matrimonio.
Considera il giorno dell'arrivo di Zack e Cody al Tipton la fine della felicità. È sempre pronto ad accusarli ogni volta che accade qualcosa di spiacevole. Per esempio nell'episodio Scary Movie Moseby trova tutti i mobili della hall spostati davanti alla porta di ingresso dell'hotel e, senza avere alcuna prova, incolpa i gemelli dell'accaduto.
Nonostante l'evidente avversione per i ragazzi, in realtà nutre un grande affetto nei loro confronti.
In Zack e Cody sul ponte di comando corteggia la professoressa Tutweiller, e nell'ultimo episodio arriva a farle una proposta di matrimonio, ricevendo una risposta positiva. Sempre nella stessa serie emergono alcune sue passioni, tra cui per i fazzoletti da taschino, gli scacchi, il croquet e il fatto di essere un grande fan di Lil' Little.
Moseby fa anche un cameo nella serie Jessie, dove torna gestore del Tipton Hotel e rimane sorpreso della somiglianza tra Jessie Prescott e Bailey Pickett (tutte e due interpretate da Debby Ryan).